# More Than You Know (album)
Pour les articles homonymes, voir More Than You Know.
 (décembre 2017).
Si vous disposez d'ouvrages ou d'articles de référence ou si vous connaissez des sites web de qualité traitant du thème abordé ici, merci de compléter l'article en donnant les références utiles à sa vérifiabilité et en les liant à la section « Notes et références ».
Albums de Axwell Λ Ingrosso
More Than You Know
(2017)
Singles
1. Something New
Sortie : 27 novembre 2014
2. On My Way
Sortie : 12 mars 2015
3. Can't Hold Us Down
Sortie : 13 mars 2015
4. Sun Is Shinning
Sortie : 12 juin 2015
5. This Time
Sortie : 6 novembre 2015
6. Dream Bigger
Sortie : 29 avril 2016
7. Thinking About You
Sortie : 27 mai 2016
8. I Love You
Sortie : 10 février 2017
9. Regenade
Sortie : 12 mai 2017
10. More Than You Know
Sortie : 26 mai 2017
11. Dreamer
Sortie : 8 décembre 2017

More Than You Know est un album du duo de DJ suédois Axwell Λ Ingrosso sorti le 8 décembre 2017.

## Liste des pistes
Toutes les pistes sont écrites et composées par Axwell et Sebastian Ingrosso.

### More Than You Know (CD)
| Album | Album                                                       | Album                                                                                              | Album                                                                       | Album | Album | Album | Album | Album | Album |
| No    | Titre                                                       | Auteur                                                                                             | Producteur(s)                                                               | Durée |       |       |       |       |       |
| ----- | ----------------------------------------------------------- | -------------------------------------------------------------------------------------------------- | --------------------------------------------------------------------------- | ----- | ----- | ----- | ----- | ----- | ----- |
| 1.    | More Than You Know (vocaux de Kristoffer Fogelmak)          | - Axel Hedfors - Sebastian Ingrosso - Vincent Pontare - Salem Al Fakir - Richard "Liohn" Zastenker | - Axel Hedfors - Sebastian Ingrosso - Richard Zastenker - Salvatore Ganacci | 3:23  |       |       |       |       |       |
| 2.    | How Do You Feel Right Now (vocaux de Kinnda)                | - Hedfors - Ingrosso - Issac Hayes Jr. - Sanjin Kljucanin                                          | Axwell & Ingrosso                                                           | 2:59  |       |       |       |       |       |
| 3.    | This Time (featuring Pusha T + vocaux de Vincent Pontare)   | - Hedfors - Ingrosso - Pontare - Al Fakir - Terrence Thornton                                      | Axwell & Ingrosso                                                           | 3:37  |       |       |       |       |       |
| 4.    | Something New (vocaux de Vincent Pontare)                   | - Hedfors - Ingrosso - Pontare - Al Fakir                                                          | Axwell & Ingrosso                                                           | 4:07  |       |       |       |       |       |
| 5.    | Renegade (vocaux de Salem Al Fakir)                         | - Hedfors - Ingrosso - Al Fakir - Reich Lennig - Magnus Lidehäll - Pontare                         | - Axwell & Ingrosso - Richard Zastenker                                     | 3:12  |       |       |       |       |       |
| 6.    | Dream Bigger (vocaux de Pharrell Williams)                  | - Pharrell Williams - Hedfors - Ingrosso                                                           | Axwell & Ingrosso                                                           | 3:17  |       |       |       |       |       |
| 7.    | Sun Is Shining (vocaux de Salem Al Fakir)                   | - Hedfors - Ingrosso - Pontare - Al Fakir                                                          | Axwell & Ingrosso                                                           | 4:15  |       |       |       |       |       |
| 8.    | On My Way (vocaux de Salem Al Fakir)                        | - Hedfors - Ingrosso - Pontare - Al Fakir                                                          | Axwell & Ingrosso                                                           | 4:25  |       |       |       |       |       |
| 9.    | I Love You (featuring Kid Ink + vocaux de Madison Love)     | - Hedfors - Ingrosso - Madison Love - Jonathan Cunningham - Gerard Taylor - Brian Collins          | Axwell & Ingrosso                                                           | 3:11  |       |       |       |       |       |
| 10.   | Thinking About You (vocaux de Richard Archer & Chloé Leone) | - Hedfors - Ingrosso - Jacob Tillberg - Richard Archer - Sebastian Furrer                          | Axwell & Ingrosso                                                           | 3:25  |       |       |       |       |       |
| 11.   | Can't Hold Us Down                                          | - Hedfors - Ingrosso - Klas Ahlund                                                                 | Axwell & Ingrosso                                                           | 6:18  |       |       |       |       |       |
| 12.   | Dawn                                                        | - Hedfors - Ingrosso                                                                               | Axwell & Ingrosso                                                           | 5:32  |       |       |       |       |       |
| 13.   | Dreamer (featuring Trevor Guthrie)                          | - Hedfors - Ingrosso - Pontare - Al Fakir - Elof Loelv                                             | Axwell & Ingrosso                                                           | 4:11  |       |       |       |       |       |
| 51:47 |                                                             | |                                                                             |       |       |       |       |       |       |

| Album (Bonus Track) | Album (Bonus Track)                         | Album (Bonus Track) | Album (Bonus Track) | Album (Bonus Track) | Album (Bonus Track) | Album (Bonus Track) | Album (Bonus Track) | Album (Bonus Track) | Album (Bonus Track) |
| No                  | Titre                                       | Auteur              | Producteur(s)       | Durée               |                     |                     |                     |                     |                     |
| ------------------- | ------------------------------------------- | ------------------- | ------------------- | ------------------- | ------------------- | ------------------- | ------------------- | ------------------- | ------------------- |
| 14.                 | Barricade (vocaux de Linnea Amanda Fondell) | - Hedfors           | Axwell              | 4:54                |                     |                     |                     |                     |                     |
| 15.                 | Dark River (vocaux de Erich Lennig)         | - Ingrosso          | Sebastian Ingrosso  | 3:12                |                     |                     |                     |                     |                     |
| 59:53               |                                             |                     |                     |                     |                     |                     |                     |                     |                     |

### More Than You Know (Vinyl)
| Vinyl Face A | Vinyl Face A                                              | Vinyl Face A                                                                                       | Vinyl Face A                                                                | Vinyl Face A | Vinyl Face A | Vinyl Face A | Vinyl Face A | Vinyl Face A | Vinyl Face A |
| No           | Titre                                                     | Auteur                                                                                             | Producteur(s)                                                               | Durée        |              |              |              |              |              |
| ------------ | --------------------------------------------------------- | -------------------------------------------------------------------------------------------------- | --------------------------------------------------------------------------- | ------------ | ------------ | ------------ | ------------ | ------------ | ------------ |
| 1.           | More Than You Know (vocaux de Kristoffer Fogelmark)       | - Axel Hedfors - Sebastian Ingrosso - Vincent Pontare - Salem Al Fakir - Richard "Liohn" Zastenker | - Axel Hedfors - Sebastian Ingrosso - Richard Zastenker - Salvatore Ganacci | 3:23         |              |              |              |              |              |
| 2.           | How Do You Feel Right Now (vocaux de Kinnda)              | - Hedfors - Ingrosso - Issac Hayes Jr. - Sanjin Kljucanin                                          | Axwell & Ingrosso                                                           | 2:59         |              |              |              |              |              |
| 3.           | This Time (featuring Pusha T + vocaux de Vincent Pontare) | - Hedfors - Ingrosso - Pontare - Al Fakir - Terrence Thornton                                      | Axwell & Ingrosso                                                           | 3:37         |              |              |              |              |              |
| 4.           | Something New (vocaux de Vincent Pontare)                 | - Hedfors - Ingrosso - Pontare - Al Fakir                                                          | Axwell & Ingrosso                                                           | 4:07         |              |              |              |              |              |
| 14:06        |                                                           | |                                                                             |              |              |              |              |              |              |

| Vinyl Face B | Vinyl Face B                               | Vinyl Face B                                                               | Vinyl Face B                            | Vinyl Face B | Vinyl Face B | Vinyl Face B | Vinyl Face B | Vinyl Face B | Vinyl Face B |
| No           | Titre                                      | Auteur                                                                     | Producteur(s)                           | Durée        |              |              |              |              |              |
| ------------ | ------------------------------------------ | -------------------------------------------------------------------------- | --------------------------------------- | ------------ | ------------ | ------------ | ------------ | ------------ | ------------ |
| 5.           | Renegade (vocaux de Salem Al Fakir)        | - Hedfors - Ingrosso - Al Fakir - Reich Lennig - Magnus Lidehäll - Pontare | - Axwell & Ingrosso - Richard Zastenker | 3:12         |              |              |              |              |              |
| 6.           | Dream Bigger (vocaux de Pharrell Williams) | - Pharrell Williams - Hedfors - Ingrosso                                   | Axwell & Ingrosso                       | 3:17         |              |              |              |              |              |
| 7.           | Sun Is Shining                             | - Hedfors - Ingrosso - Pontare - Al Fakir                                  | Axwell & Ingrosso                       | 4:15         |              |              |              |              |              |
| 8.           | On My Way (vocaux de Salem Al Fakir)       | - Hedfors - Ingrosso - Pontare - Al Fakir                                  | Axwell & Ingrosso                       | 4:25         |              |              |              |              |              |
| 15:05        |                                            |                                                                            |                                         |              |              |              |              |              |              |

| Vinyl Face C | Vinyl Face C                                                | Vinyl Face C                                                                              | Vinyl Face C      | Vinyl Face C | Vinyl Face C | Vinyl Face C | Vinyl Face C | Vinyl Face C | Vinyl Face C |
| No           | Titre                                                       | Auteur                                                                                    | Producteur(s)     | Durée        |              |              |              |              |              |
| ------------ | ----------------------------------------------------------- | ----------------------------------------------------------------------------------------- | ----------------- | ------------ | ------------ | ------------ | ------------ | ------------ | ------------ |
| 9.           | I Love You (featuring Kid Ink + vocaux de Madison Love)     | - Hedfors - Ingrosso - Madison Love - Jonathan Cunningham - Gerard Taylor - Brian Collins | Axwell & Ingrosso | 3:11         |              |              |              |              |              |
| 10.          | Thinking About You (vocaux de Richard Archer & Chloé Leone) | - Hedfors - Ingrosso - Jacob Tillberg - Richard Archer - Sebastian Furrer                 | Axwell & Ingrosso | 3:25         |              |              |              |              |              |
| 11.          | Can't Hold Us Down                                          | - Hedfors - Ingrosso - Klas Ahlund                                                        | Axwell & Ingrosso | 6:18         |              |              |              |              |              |
| 12.          | Dawn                                                        | - Hedfors - Ingrosso                                                                      | Axwell & Ingrosso | 5:32         |              |              |              |              |              |
| 18:25        |                                                             |                                                                                           |                   |              |              |              |              |              |              |

| Vinyl Face D | Vinyl Face D                                | Vinyl Face D | Vinyl Face D       | Vinyl Face D | Vinyl Face D | Vinyl Face D | Vinyl Face D | Vinyl Face D | Vinyl Face D |
| No           | Titre                                       | Auteur       | Producteur(s)      | Durée        |              |              |              |              |              |
| ------------ | ------------------------------------------- | ------------ | ------------------ | ------------ | ------------ | ------------ | ------------ | ------------ | ------------ |
| 13.          | Barricade (vocaux de Linnea Amanda Fondell) | - Hedfors    | Axwell             | 4:54         |              |              |              |              |              |
| 14.          | Dark River (vocaux de Erich Lennig)         | - Ingrosso   | Sebastian Ingrosso | 3:12         |              |              |              |              |              |
| 8:06         |                                             |              |                    |              |              |              |              |              |              |